# إيرني وينشستر
إيرني وينشستر (بالإنجليزية: Ernie Winchester)‏ هو لاعب كرة قدم بريطاني، ولد في 18 مايو 1944 في أبردين في المملكة المتحدة، وتوفي في 8 مايو 2013 في واتفورد في المملكة المتحدة. لعب مع نادي أبردين وهارت أوف ميدلوثيان.